# Walter Cronkite
Walter Leland Cronkite Jr. (St. Joseph, Misuri, 4 de noviembre de 1916-Nueva York, 17 de julio de 2009) fue un periodista y presentador de noticias televisivo estadounidense, reconocido por servir como presentador de noticias en CBS Evening News desde 1962 a 1981. Durante décadas, fue considerado "el hombre más confiable" de su país. Además de su rol como periodista, Cronkite apareció o prestó su voz para variadas producciones del cine y la televisión.

## Biografía

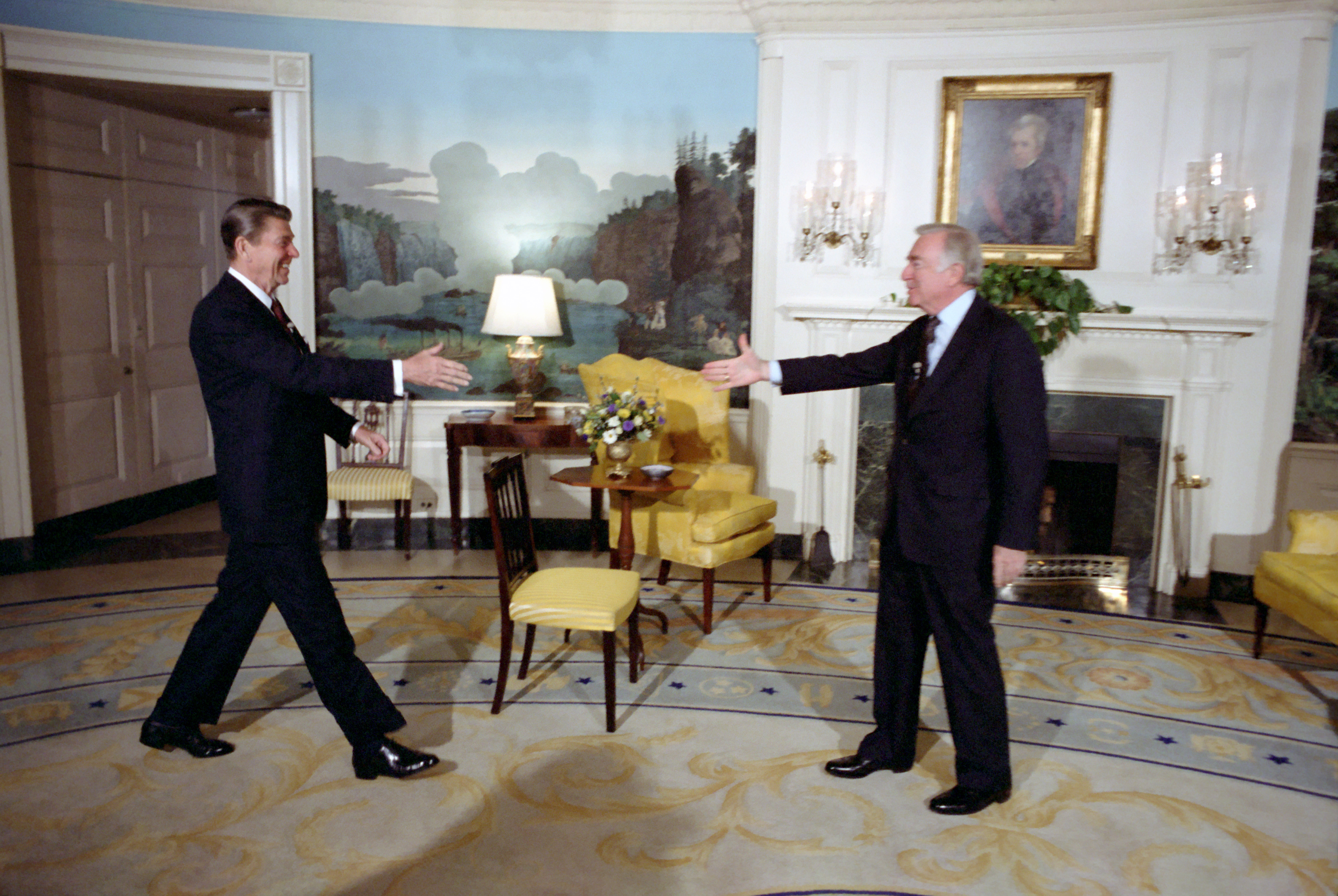
Cronkite (a la derecha) junto al presidente Ronald Reagan, 1981.

Estudió en la Universidad de Texas en Austin, aunque no llegó a graduarse al empezar a trabajar durante su tercer año de carrera y abandonó la universidad. Comenzó su carrera como reportero del Houston Post. Después trabajó para la United Press International (UPI), desempeñándose como corresponsal de guerra en Europa durante la Segunda Guerra Mundial. Ingresó en la compañía de televisión Columbia Broadcasting System (CBS) en 1950 como periodista y pasó a ser redactor jefe y presentador del noticiero CBS Evening News entre 1962 y 1981. Presentó numerosos documentales y reportajes especiales, destacando el asesinato de John F. Kennedy y el alunizaje de 1969.
Tras su jubilación, Cronkite continuó unido mucho tiempo de manera informal a la plantilla de la CBS, trabajando en programas especiales, tanto de aniversarios o científicos, sus aficiones más particulares dentro del periodismo. En 1997 publicó Memorias de un reportero, libro en el que hace un repaso a toda su trayectoria como periodista.

## Momentos históricos

### Asesinato de Kennedy
Cronkite es recordado vívidamente por dar la noticia del asesinato de John F. Kennedy el viernes 22 de noviembre de 1963. Cronkite había estado junto al teleprinter de United Press International en la sala de prensa de la CBS cuando se emitió el boletín del asesinato del presidente y clamó por salir al aire para dar la noticia ya que quería que la CBS fuera la primera cadena en hacerlo.
Sin embargo, había un problema al que se enfrentaba el equipo en la sala de prensa. No había ninguna cámara de televisión en el estudio en ese momento, ya que el equipo técnico estaba trabajando en ella. Finalmente, la cámara fue recuperada y llevada a la sala de redacción. Debido a la magnitud de la historia y al continuo flujo de información procedente de diversas fuentes, el tiempo era esencial, pero la cámara tardaría al menos veinte minutos en estar operativa en circunstancias normales. Se tomó la decisión de enviar a Cronkite a la cabina de la cadena de radio CBS para que informara de los acontecimientos y reprodujera el audio por las ondas de televisión mientras el equipo trabajaba en la cámara para ver si podían ponerla en marcha más rápidamente.
Mientras tanto, la CBS llevaba diez minutos de emisión en directo de la telenovela As the World Turns (ATWT), que había comenzado en el mismo minuto del tiroteo. Una diapositiva del "Boletín de Noticias de la CBS" irrumpió abruptamente en la emisión a la 1:40 de la tarde, hora del este. Sobre la diapositiva, Cronkite comenzó a leer lo que sería el primero de los tres boletines sólo de audio que se presentaron en los siguientes veinte minutos:
Aquí hay un boletín de CBS News: en Dallas, Texas, tres disparos fueron hechos a la caravana del Presidente Kennedy en el centro de Dallas. Los primeros informes dicen que el presidente Kennedy ha sido gravemente herido por este tiroteo.
Mientras Cronkite leía este boletín, llegó un segundo que mencionaba la gravedad de las heridas de Kennedy:
...El presidente Kennedy fue disparado hoy justo cuando su caravana salía del centro de Dallas. La Sra. Kennedy saltó y agarró al Sr. Kennedy, gritó, "¡Oh no!", la caravana siguió a toda velocidad. United Press [International] dice que las heridas del Presidente Kennedy quizás podrían ser fatales. Repitiendo, un boletín de CBS News: El Presidente Kennedy ha sido disparado por un posible asesino en Dallas, Texas. Manténgase en sintonía con CBS News para más detalles.
Justo antes de que se cortara el boletín, se escuchó a un empleado de CBS News decir "Connally también", aparentemente acabando de escuchar la noticia de que el gobernador de Texas John Connally también había sido disparado mientras viajaba en la limusina presidencial con su esposa Nellie y el Sr. y la Sra. Kennedy.
La CBS reanudó la retransmisión de ATWT durante una pausa publicitaria, a la que siguió el anuncio habitual del locutor Dan McCullough para la primera mitad del programa y la pausa de identificación de la cadena a las 13:45 horas. Justo antes de que comenzara la segunda mitad de ATWT, la cadena irrumpió por segunda vez con la cortinilla. En este boletín, Cronkite informó con más detalle sobre el intento de asesinato del Presidente, a la vez que daba la noticia del asesinato del Gobernador Connally.
...El presidente Kennedy fue disparado mientras conducía desde el aeropuerto de Dallas al centro de la ciudad; el gobernador Connally de Texas, en el coche con él, también fue disparado. Se informa que sonaron tres balas. A un hombre del Servicio Secreto se le oyó gritar desde el coche: "Está muerto". Todavía no se sabe si se refería al presidente Kennedy o no. El Presidente, acunado en los brazos de su esposa la Sra. Kennedy, fue llevado a una ambulancia y el coche se precipitó al Hospital Parkland en las afueras de Dallas, el Presidente fue llevado a una sala de emergencias en el hospital. Otros funcionarios de la Casa Blanca dudaban en los pasillos del hospital sobre el estado del Presidente Kennedy. Repitiendo este boletín: El presidente Kennedy fue disparado mientras conducía en un coche abierto desde el aeropuerto de Dallas, Texas, hasta el centro de Dallas.
A continuación, Cronkite recapituló los hechos tal y como habían sucedido: que el presidente y el gobernador Connally habían sido tiroteados y se encontraban en la sala de urgencias del Hospital Parkland, y que nadie sabía aún su estado. La CBS decidió entonces volver a ATWT, que ahora se encontraba a mitad de su segundo segmento.
El reparto había seguido actuando en directo mientras los boletines de Cronkite irrumpían en la emisión, ajenos a los acontecimientos que se estaban desarrollando en Dallas. ATWT hizo otra pausa comercial programada. El segmento anterior a la pausa sería el último que se vería de la programación de la cadena hasta el martes 26 de noviembre. Durante la pausa publicitaria, la cortinilla interrumpió de nuevo el programa y Cronkite informó a los espectadores sobre la situación en Dallas. Este boletín entró en más detalles que los otros dos, revelando que Kennedy había recibido un disparo en la cabeza y Connally en el pecho. Cronkite permaneció en antena durante los siguientes diez minutos, continuando con la lectura de los boletines a medida que le eran entregados, y recapitulando los acontecimientos según se iban conociendo. También relató un informe dado a los reporteros por el congresista de Texas Albert Thomas de que el presidente y el gobernador seguían vivos, la primera indicación de su condición. A las 2:00 p. m. EST, con la pausa de la estación de la hora superior que se avecinaba, Cronkite dijo a la audiencia que habría una breve pausa para que todos los afiliados de la CBS, incluidos los de las zonas horarias de la Montaña y el Pacífico que no estaban en el mismo horario, pudieran unirse a la red. A continuación, abandonó la cabina de radio y se dirigió a la mesa de los presentadores en la sala de prensa.
A los veinte segundos del anuncio, todas las filiales de la CBS, excepto la KRLD de Dallas (que ofrecía cobertura local), se unieron a la cadena. (que estaba dando cobertura local) estaban emitiendo la información de la cadena. La cámara ya estaba operativa y permitió a la audiencia ver a Cronkite, que iba vestido con camisa y corbata pero sin traje, dada la urgencia de la noticia. Cronkite recordó a la audiencia, una vez más, el atentado contra la vida del Presidente y se dirigió al director de noticias de KRLD, Eddie Barker, en el Trade Mart de Dallas, donde se suponía que Kennedy iba a dar un discurso antes de ser disparado. Barker transmitió la información de que el estado de Kennedy era extremadamente crítico. Luego, tras una oración por Kennedy, Barker citó un informe no oficial de que el presidente había muerto, pero subrayó que no estaba confirmado.
Tras varios minutos, la cobertura volvió a la sala de prensa de la CBS, donde Cronkite informó de que el presidente había recibido transfusiones de sangre y que dos sacerdotes habían sido llamados a la habitación. También reprodujo un informe de audio de KRLD que decía que alguien había sido arrestado en el intento de asesinato en el Texas School Book Depository. De vuelta a Dallas, Barker anunció otro informe de la muerte del Presidente, mencionando que procedía de una fuente fiable. Antes de que la cadena abandonara definitivamente la transmisión de KRLD, Barker anunció primero, y luego se retractó, una confirmación de la muerte de Kennedy.
La CBS cortó con Cronkite informando de que uno de los sacerdotes había administrado la extremaunción al presidente. En los siguientes minutos, varios boletines más informando de que Kennedy había muerto fueron entregados a Cronkite, incluyendo uno del propio corresponsal de la CBS Dan Rather que había sido reportado como confirmación del fallecimiento de Kennedy por CBS Radio. A medida que estos boletines llegaban a la sala de redacción, quedaba más claro que Kennedy había perdido efectivamente la vida. Sin embargo, Cronkite subrayó que estos boletines eran simplemente informes y no una confirmación oficial del estado del presidente; algunos de sus colegas contaron en 2013 que su temprana carrera como reportero de servicios de cable le enseñó a esperar a que se produjera una noticia oficial antes de informar sobre ella. Aun así, a medida que llegaban más noticias, Cronkite parecía resignado al hecho de que sólo era cuestión de tiempo que se confirmara el asesinato. Pareció admitirlo cuando, varios minutos después de recibir el informe de Rather, recibió la noticia de que los dos sacerdotes que dieron la extremaunción a Kennedy dijeron a los periodistas en la escena que estaba muerto. Cronkite dijo que ese informe "parece ser lo más cercano a lo oficial que podemos conseguir", pero no lo declaró como tal. Tampoco lo hizo con un informe de Washington D. C. que llegó momentos después, que decía que fuentes del gobierno estaban ahora informando que el presidente estaba muerto (esta información fue pasada a ABC también, que la tomó como una confirmación oficial y la informó como tal; NBC no informó en absoluto sobre esta información y eligió en cambio confiar en informes de Charles Murphy y Robert MacNeil para confirmar sus sospechas).
A las 2:38 p. m. EST, mientras rellenaba el tiempo con algunas observaciones sobre la presencia de seguridad en Dallas, que se había incrementado debido a los actos violentos contra el Embajador de las Naciones Unidas Embajador Adlai Stevenson en la ciudad a principios de ese año, Cronkite recibió un nuevo boletín. Tras mirarlo un momento, se quitó las gafas e hizo el anuncio oficial:
Desde Dallas, Texas, el flash, aparentemente oficial: (leyendo el flash de AP) "El presidente Kennedy murió a la 1 p.m., hora central". (mirando el reloj) 2 hora del este, hace unos 38 minutos.
Tras hacer ese anuncio, Cronkite hizo una breve pausa, se puso las gafas y tragó con fuerza para mantener la compostura. Con notable emoción en su voz entonó la siguiente frase del informativo:
El vicepresidente Johnson (se aclara la garganta) ha abandonado el hospital de Dallas, pero no sabemos hacia dónde se ha dirigido; es de suponer que en breve prestará juramento y se convertirá en el 36º presidente de los Estados Unidos.
Con la emoción todavía en su voz y los ojos llorosos, Cronkite volvió a recapitular los acontecimientos después de recogerse, incorporando algunas fotos de cable de la visita y explicando el significado de las imágenes ahora que Kennedy estaba muerto. Recordó a los espectadores que el vicepresidente Johnson era ahora el presidente y que iba a jurar su cargo, que la condición del gobernador Connally era aún desconocida y que no se sabía si el asesino había sido capturado. A continuación, cedió el puesto de presentador a Charles Collingwood, que acababa de entrar en la sala de prensa, cogió su chaqueta de traje y abandonó la sala durante un rato.
A eso de las 3:30 de la tarde, Cronkite volvió a la sala de prensa para transmitir una nueva información. Las dos informaciones más importantes eran el juramento del presidente Johnson, que lo convertía oficialmente en el trigésimo sexto presidente, y que la policía de Dallas había arrestado a un hombre llamado Lee Harvey Oswald del que sospechaban que había hecho los disparos mortales. Después de eso, Cronkite se marchó de nuevo para empezar a preparar el CBS Evening News de esa noche, que volvió a presentar con normalidad. Durante los cuatro días siguientes, junto con sus colegas, Cronkite siguió informando de segmentos de cobertura ininterrumpida del asesinato, incluyendo el anuncio de la muerte de Oswald en manos de Jack Ruby el domingo. Al día siguiente, el día del funeral, Cronkite concluyó CBS Evening News con la siguiente valoración sobre los acontecimientos de los últimos cuatro oscuros días:
Se dice que la mente humana tiene mayor capacidad para recordar lo agradable que lo desagradable. Pero hoy ha sido un día que vivirá en la memoria y en el dolor. Sólo la historia podrá escribir la importancia de este día: ¿Fueron estos días oscuros los presagios de otros aún más negros que vendrán, o como el negro antes del amanecer conducirán a algún amanecer aún indiscernible de entendimiento entre los hombres, de que las palabras violentas, sin importar su origen o motivación, sólo pueden conducir a actos violentos? Esta es la pregunta más amplia que se responderá, en parte, de la manera en que una civilización sacudida busca las respuestas a la pregunta inmediata: ¿Quién, y sobre todo qué, era Lee Harvey Oswald? Las dudas del mundo deben ser despejadas. Esta noche habrá pocos estadounidenses que se vayan a la cama sin llevar consigo la sensación de haber fracasado de alguna manera. Si en la búsqueda de nuestra conciencia encontramos una nueva dedicación a los conceptos americanos que no trajeron divisiones políticas, seccionales, religiosas o raciales, entonces quizás sea posible decir que John Fitzgerald Kennedy no murió en vano. Así es, lunes 25 de noviembre de 1963. Este es Walter Cronkite, buenas noches.
Refiriéndose a su cobertura del asesinato de Kennedy, en una entrevista televisiva de 2006 con Nick Clooney, Cronkite recordó,
Me atraganté, realmente tuve un pequeño problema... mis ojos se humedecieron un poco... [lo que Kennedy había representado] estaba todo perdido para nosotros. Afortunadamente, me agarré antes de estar realmente [llorando]."
En un especial de la CBS de 2003 en el que se conmemoraba el 40.º aniversario del asesinato, Cronkite recordó su reacción al confirmarse la muerte, dijo,
Y cuando finalmente se tuvo que decir que es oficial, el Presidente ha muerto... palabras bastante duras en una situación como esa. Y fueron, um, difíciles de conseguir.
Según el historiador Douglas Brinkley, Cronkite proporcionó un sentido de perspectiva a lo largo de la secuencia de acontecimientos inquietantes.

### Guerra de Vietnam
A mediados de febrero de 1968, a instancias de su productor ejecutivo Ernest Leiser, Cronkite y Leiser viajaron a Vietnam para cubrir las consecuencias de la Ofensiva del Tet. Fueron invitados a cenar con el general Creighton Abrams, comandante de todas las fuerzas en Vietnam, a quien Cronkite conocía de la Segunda Guerra Mundial. Según Leiser, Abrams le dijo a Cronkite, "no podemos ganar esta maldita guerra, y debemos encontrar una salida digna" 
A su regreso, Cronkite y Leiser escribieron sendos reportajes editoriales basados en ese viaje. Cronkite, un excelente escritor, prefirió el texto de Leiser al suyo. El 27 de febrero de 1968, Cronkite cerró "Informe desde Vietnam: ¿Quién, qué, cuándo, dónde, por qué?" con ese informe editorial:
Hemos sido decepcionados con demasiada frecuencia por el optimismo de los líderes americanos, tanto en Vietnam como en Washington, como para tener fe por más tiempo en los revestimientos de plata que encuentran en las nubes más oscuras. Puede que tengan razón, que la ofensiva de invierno-primavera de Hanoi haya sido forzada por la comprensión comunista de que no podían ganar la guerra de desgaste más larga, y que los comunistas esperen que cualquier éxito en la ofensiva mejore su posición para eventuales negociaciones. Mejoraría su posición, y también requeriría nuestra comprensión, que deberíamos haber tenido todo el tiempo, de que cualquier negociación debe ser eso: negociaciones, no el dictado de los términos de la paz. Porque ahora parece más seguro que nunca que la sangrienta experiencia de Vietnam va a terminar en un estancamiento. El casi seguro estancamiento de este verano terminará en verdaderas negociaciones con concesiones o en una terrible escalada; y por cada medio que tengamos para escalar, el enemigo puede igualarnos, y eso se aplica a la invasión del Norte, al uso de armas nucleares o al simple compromiso de cien, o doscientos, o trescientos mil soldados estadounidenses más en la batalla. Y con cada escalada, el mundo se acerca más al borde del desastre cósmico.
Decir que hoy estamos más cerca de la victoria es creer, ante la evidencia, a los optimistas que se han equivocado en el pasado. Sugerir que estamos al borde de la derrota es ceder al pesimismo irracional. Decir que estamos empantanados parece la única conclusión realista, aunque insatisfactoria. En el caso de que los analistas militares y políticos tengan razón, en los próximos meses debemos poner a prueba las intenciones del enemigo, en caso de que éste sea realmente su último gran aliento antes de las negociaciones. Pero este periodista tiene cada vez más claro que la única salida racional entonces será negociar, no como vencedores, sino como un pueblo honorable que cumplió su promesa de defender la democracia, e hizo lo mejor que pudo.

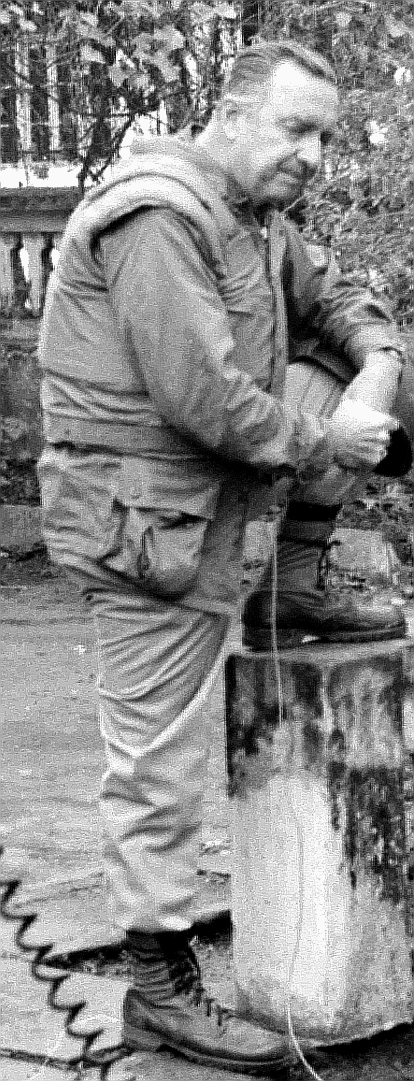
Cronkite reportando en el lugar durante la Guerra de Vietnam en 1968

Tras el reportaje editorial de Cronkite, algunos afirman que el presidente Lyndon B. Johnson dijo: "Si he perdido a Cronkite, he perdido la América Media". Sin embargo, este relato de Johnson ha sido cuestionado por otros observadores en libros sobre precisión periodística. En el momento en que se emitió el editorial, Johnson se encontraba en Austin, Texas, asistiendo a la gala de cumpleaños del gobernador de Texas, John Connally, y daba un discurso en su honor.
En su libro This Just In: What I Couldn't Tell You on TV, el corresponsal de CBS News Bob Schieffer, que trabajaba como reportero para el Fort Worth Star-Telegram cuando se emitió el editorial de Cronkite, reconoció que Johnson no vio la emisión original pero también defendió la acusación de que Johnson había hecho el comentario. Según Schieffer, el ayudante de Johnson George Christian "me dijo que, al parecer, el presidente vio algunos fragmentos al día siguiente" y que "fue entonces cuando hizo el comentario sobre Cronkite. Pero entonces supo que haría falta más de lo que los estadounidenses estaban dispuestos a dar"." Cuando se le preguntó por el comentario durante una entrevista en 1979, Christian afirmó que no recordaba lo que había dicho el presidente. En sus memorias de 1996 La vida de un reportero, Cronkite afirmó que al principio no estaba seguro de la repercusión que tuvo su informe editorial en la decisión de Johnson de abandonar su candidatura a la reelección, y que lo que finalmente le convenció de que el presidente había hecho la declaración fue un recuento de Bill Moyers, periodista y antiguo ayudante de Johnson.
Varias semanas después, Johnson, que buscaba preservar su legado y que ahora estaba convencido de que su salud, cada vez más deteriorada, no podría soportar las crecientes críticas públicas, anunció que Johnson no iba a buscar su reelección.
Durante la Convención Nacional Demócrata de 1968 en Chicago, Cronkite estaba presentando la cobertura de la cadena CBS mientras se producían actos de violencia y protestas fuera de la convención, así como refriegas dentro de la sala de convenciones. Cuando Dan Rather fue golpeado hasta el suelo (ante las cámaras) por el personal de seguridad, Cronkite comentó: "Creo que tenemos un grupo de matones aquí, Dan".

### Otros acontecimientos históricos
El primer programa transatlántico transmitido públicamente en directo se emitió a través del satélite Telstar el 23 de julio de 1962, a las 3:00 p. m. EDT, y Cronkite fue uno de los principales presentadores de esta emisión multinacional. La emisión fue posible en Europa gracias a Eurovisión y en Norteamérica gracias a la NBC, CBS, ABC y la CBC. La primera emisión pública contó con Cronkite de la CBS y Chet Huntley de la NBC en Nueva York, y con Richard Dimbleby de la BBC en Bruselas. Cronkite estaba en el estudio de Nueva York en Rockefeller Plaza cuando las primeras imágenes que se transmitieron y recibieron fueron la Estatua de la Libertad en Nueva York y la Torre Eiffel en París. El primer segmento incluyó un partido de MLB televisado entre los Philadelphia Phillies y los Chicago Cubs en el Wrigley Field. A partir de ahí, el vídeo cambió primero a Washington D. C.; luego a la Cabo Cañaveral, Florida; después a la Ciudad de Quebec, Quebec, y finalmente a Stratford, Ontario. ¡ El segmento de Washington incluyó una conferencia de prensa con el presidente Kennedy, hablando sobre el precio del dólar americano, que estaba causando preocupación en Europa. Esta transmisión inauguró la cobertura de noticias intercontinentales en vivo, que se perfeccionó más tarde en los años sesenta con Early Bird y otros satélites Intelsat.
El asteroide (6318) Cronkite fue nombrado en su honor.

## Vida personal

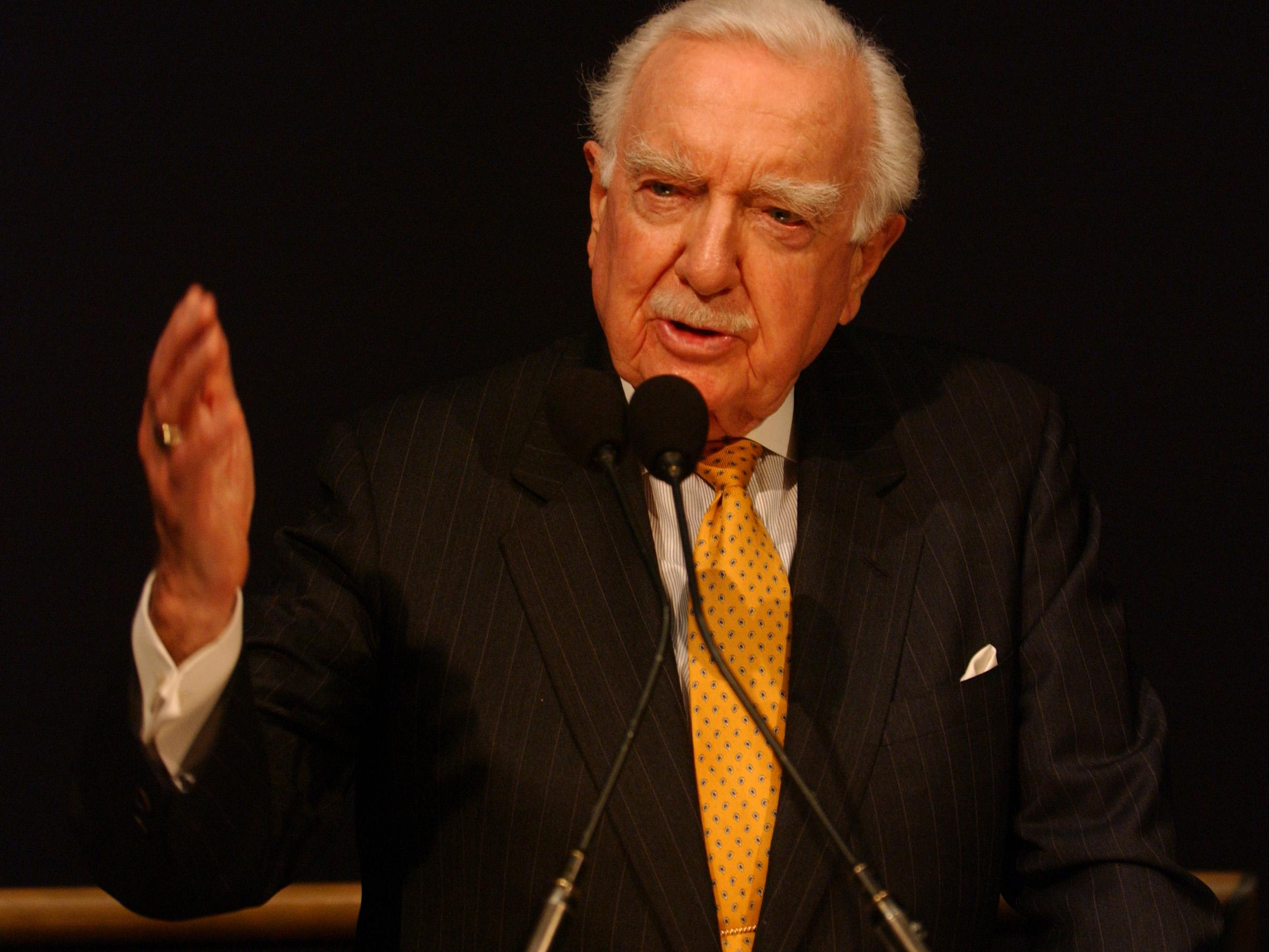
Cronkite en 2004.

Cronkite estuvo casado durante casi 65 años con Mary Elizabeth 'Betsy' Maxwell Cronkite, desde el 30 de marzo de 1940 hasta la muerte de ella por cáncer el 15 de marzo de 2005. Tuvieron tres hijos: Nancy Cronkite, Mary Kathleen (Kathy) Cronkite y Walter Leland (Chip) Cronkite III.
Cronkite era un marinero consumado y disfrutaba navegando en las aguas costeras de los Estados Unidos en su Sunward "Wyntje" de 48 pies hecho a medida. Cronkite fue miembro del Auxiliar de la Guardia Costera de los Estados Unidos, con el rango honorífico de comodoro. A lo largo de la década de 1950, fue un aspirante a corredor de autos deportivos, incluso compitiendo en las 12 Horas de Sebring de 1959.
Se informó que Cronkite era fanático del juego Diplomacy, que se rumoreaba que era el juego favorito de Henry Kissinger.

## Fallecimiento
En junio de 2009, se informó que Cronkite tenía una enfermedad terminal. Falleció el 17 de julio de 2009, a los 92 años, producto de un accidente cerebrovascular. Su funeral tuvo lugar el 23 de julio. Fue cremado y sus cenizas están a un costado de su esposa Betsy en Kansas City, Misuri.